# 제너럴 아토믹스 에어로노티컬 시스템
제너럴 아토믹스 에어로노티컬 시스템(General Atomics Aeronautical Systems, GA-ASI)은 미국의 드론 제작회사다. 제너럴 아토믹스의 자회사이며, 캘리포니아주 파웨이에 본사가 있다.

## 제품
- 제너럴 아토믹스 ALTUS
- 제너럴 아토믹스 어벤저
- 제너럴 아토믹스 GNAT, 무게 0.5톤
- 제너럴 아토믹스 MQ-1 프레데터, 무게 1톤
- 제너럴 아토믹스 MQ-1C 그레이 이글, 무게 1.6톤
- 제너럴 아토믹스 MQ-9 리퍼, 무게 5톤
- 제너럴 아토믹스 프라울러